# Staroslověnština
Staroslověnština neboli stará církevní slovanština je nejstarší slovanský spisovný jazyk. Spisovná norma vznikla na základě nářečí používaného v okolí Soluně v 9. století. S určitými změnami se používá pod názvem církevní slovanština dodnes, ne už však jako živý jazyk, nýbrž jako bohoslužebný jazyk církví byzantského obřadu (pravoslavné církve a řeckokatolická církev). Staroslověnským jazykem a písemnictvím se zabývá vědní obor nazývaný paleoslovenistika.
Staroslověnštinu nelze zaměňovat s praslovanštinou (třebaže jsou v ní jako jediném slovanském jazyce mnohé praslovanské jevy doloženy přímo a staroslověnština se tak dá do jisté míry považovat za zachycení závěrečné části bytí praslovanštiny). Zatímco z praslovanštiny – jejíž hypotetická podoba se rekonstruuje vzájemným srovnáváním slovanských (i neslovanských) jazyků – se vyvinuly všechny slovanské jazyky, staroslověnština už leží na jedné ze tří vývojových větví, které z praslovanštiny vycházejí: na větvi jihoslovanské. Předpokládá se ovšem, že v době vzniku prvních staroslověnských písemných památek (9. století) se od sebe ještě jednotlivé větve lišily jen málo.

## Název
Původní název byl starobulharština, což vyjadřovalo názor, že se jedná o původní variantu bulharštiny. S tím nesouhlasil jiný směr bádání, který tento jazyk označil za staroslověnštinu, tedy původní variantu slovinštiny. Později byla odmítnuta i tato teze a byl zvolen neutrální název církevní slovanština. Na území Česka je však více rozšířen název staroslověnština, byť už se tím nemíní nejstarší slovinština. Obvykle se vztahuje pouze ke tvaru jazyka z 9. a 10. století, někdy zúženě dokonce pouze k památkám z Velkomoravské říše. Termín církevní slovanština naproti tomu označuje pozdější vývojové fáze, kdy se již odlišoval od živých slovanských jazyků, nicméně fungoval jako jejich spisovný jazyk a později, po vzniku národních spisovných jazyků, byl dále za zdmi klášterů jakožto jazyk bohoslužebný. Za „hlavní“ název tohoto článku je zvolen termín staroslověnština, neboť jde o pojem v češtině běžnější a vžitější.

## Historie
Staroslověnština má ze všech slovanských jazyků nejstarší písemné památky (9. století). Zasloužili se o to věrozvěstové Cyril a Metoděj, kteří přeložili do staroslověnštiny řadu křesťanských textů, když se připravovali na svou misi na Velkou Moravu. Slovanské jazyky tehdy ještě nebyly příliš rozdílné – pravděpodobně byl pouze jazyk západoslovanský, východoslovanský a jihoslovanský. Staroslověnština odpovídala posledně jmenovanému, ale i západní Slované na Velké Moravě jí nejspíš dobře rozuměli.
Po pádu Velkomoravské říše (10. století) vytlačila staroslověnštinu jako liturgický jazyk z moravského území latina. Staroslověnština se však udržela na Balkáně díky žákům Cyrila a Metoděje. Kliment Ochridský se podílel na jejím zavedení jako liturgického jazyka v nově osamostatněném Bulharsku, kde nahradila řečtinu. S pravoslavím se pak šířila do Srbska, Rumunska a Kyjevské Rusi. Kyjev se stal novým centrem církevněslovanského písemnictví, z něj se staroslověnština šířila dále po Kyjevské Rusi.
Na zmíněných územích fungovala staroslověnština nejen jako jazyk liturgický, ale zpočátku do jisté míry i jako jazyk úřední (podobně jako latina v západní Evropě). Národní jazyky ještě neměly své spisovné normy, proto jim spisovným jazykem byla staroslověnština. Přestože nešlo o běžný lidový dorozumívací jazyk, podléhala vlivům místních (vesměs slovanských) jazyků a měnila se její výslovnost i pravopis. Příklad: nazální vokály, které existovaly v praslovanském jazyce i původní staroslověnštině, se dodnes uchovaly pouze v polštině. V původní staroslověnské abecedě jsou jim věnovány znaky Ѧ (ę) a Ѫ (ǫ) (malý a velký jus). V ruské církevní slovanštině se malý jus vyslovuje „ja“ (jako analogie k hláskovým změnám u podobných slov v ruštině), velký jus více méně vymizel.
U staroslověnských písemných památek se tedy rozlišuje, odkud pocházejí. Kromě původní staroslověnštiny, která byla v užívání na Velké Moravě, rozlišujeme podle toho, kde byla v následujících staletích pěstována, a s ohledem na jazykové zabarvení šest tzv. redakcí:
- československou,
- panonsko-slovinskou (zastoupena pouze jedinou dochovanou písemnou památkou),
- bulharsko-makedonskou
- srbsko-chorvatskou,
- ruskou,
- rumunskou.

Vzhledem k rostoucímu politickému vlivu Ruska od 18. století dnes největší prestiže požívá redakce ruská a zpětně ovlivňuje i současné užívání církevní slovanštiny na Balkáně.

## Rozšíření
Církevní slovanština již po staletí nefunguje jako mateřský jazyk. Její uživatelé ji mají jako druhý jazyk, který navíc již ztratil funkci jazyka dorozumívacího a používá se více méně jen při bohoslužbách. Neexistují statistiky, které by dokázaly odstupňovat míru zvládnutí jazyka u jeho uživatelů, odhaduje se však, že jde většinou o znalost pasivní a omezenou. I samotné odhady počtu uživatelů jsou velmi hrubé a nespolehlivé, vycházejí z odhadů počtu pravoslavných věřících. Hovoří se zhruba o 80 miliónech osob, žijících zejména v Rusku a na Balkáně plus je třeba připočítat řeckokatolíky, kteří používají církevní slovanštinu na bohoslužbách.
Staroslověnština se také používá pro výuku diachronní gramatiky řady slovanských jazyků; neboť jenom prostřednictví ní se dá objasnit řada změn a postupů, ke kterým u řady slovanských jazyků došlo a poukázat, v jaké míře a jakým tempem se postupně vzdalovaly od sebe. Ukazuje také i vliv křesťanské terminologie na rozvoj jazyka jako takového. Často se proto vyučuje v rámci filologických oborů.

### Staroslověnština v moderním umění
Titulní píseň filmu Bathory režiséra Juraje Jakubiska obsahuje několik staroslověnských jazykových prvků. Autorem textu je Jan Jirásek, který se inspiroval středověkými žalmy. Píseň s názvem Muoj Bože nazpívala Katarína Knechtová.

## Písmo a hláskosloví

### Písmo
Cyril pro staroslověnštinu nejprve vyvinul nové písmo, hlaholici. Ta se používala na Velké Moravě, epizodně ještě ve 11. století v Sázavském klášteře v Čechách, nejdéle se však udržela v Chorvatsku, a to přesto, že tam se po rozkolu církve přiklonili k římskokatolickému směru a přijali latinu.
Zhruba o půl století později vznikla v Bulharsku cyrilice, kterou pravděpodobně sestavili Cyrilovi žáci, snad Kliment Ochridský. Byla praktičtější, protože její písmena byla jednodušší a hlavně se více podobala svým řeckým vzorům, a řeckou abecedu tehdejší gramotná vrstva (tj. duchovní) v Bulharsku ovládala dobře. Církevní slovanština, která se z Bulharska šířila spolu s pravoslavím, už byla psaná výhradně cyrilicí; díky tomu se cyrilice prosadila u řady pozdějších spisovných jazyků.

### Hláskosloví

#### Samohlásky
Staroslověnské samohlásky se rozdělují na ústní (orály) a nosové (nazály).

Samohlásky ústní: a, ě, e, i, o, u, ь, ъ. Samohlásky ь a ъ se označují jako jery. Jde o ultrakrátké samohlásky (tj. vyslovované velmi krátce, ještě kratčeji než samohlásky krátké): ь jako velmi krátké i, ъ jako velmi krátké u (někdy se uvádí jako velmi krátké y).

Samohláska ě se vyslovovala v počáteční fázi staroslověnštiny jako ä, v pozdějších dobách byla její výslovnost ja.

Samohlásky ústní jsou (s výjimkou jerů) vždy krátké, dlouhé samohlásky ve staroslověnštině neexistovaly ve fonologickém smyslu, tj. případná délka nerozlišovala význam slov (podobně jako v dnešní ruštině).

Samohlásky nosové: ę,ǫ

#### Souhlásky
Staroslověnské souhlásky jsou zde roztříděny podle místa tvoření.

Souhlásky retné: b, m, p, v.

Souhlásky zubodásňové: c, č, d, dz, l, n, r, s, š, t, z, ž.

Souhlásky předopatrové: l', n', r'.

Souhlásky zadopatrové: g, ch, k.

Poznámka: pro hlásku j nebyl v hlaholici samostatný znak, proto není jisté, zda v nejstarší fázi staroslověnštiny hláska j byla samostatným fonémem.

## Tvarosloví

### Skloňování
Staroslověnština rozeznává několik způsobů skloňování, dle druhu jména. Staroslověnština zná podobně jako čeština sedm pádů. Kromě jednotného a množného čísla však používá ještě číslo dvojné (v něm však pádové tvary splývají pouze do tří tvarů). Zatímco v češtině dělíme podstatná jména z hlediska skloňování především na tři skupiny podle rodu, ve staroslověnštině se uplatňuje také hledisko zakončení kmene.

### Časování
Staroslověnská slovesa stejně jako v jiných slovanských jazycích rozeznávají kategorie osoby, čísla, času, vidu, způsobu a slovesného rodu. Osoby jsou tři, čísla jako u jmen také tři (jednotné, dvojné a množné). Velmi rozvinutý je systém slovesných časů – staroslověnština zná dva budoucí časy a několik časů minulých. Všechny tvary tvořené od sloves se dělí podle toho, které uvedené kategorie vyjadřují, a podle funkce ve větě na určité a neurčité.

## Slovní zásoba
Slovní zásoba staroslověnštiny v převážné míře navazuje na všeslovanskou slovní zásobu praslovanštiny, částečně je obohacena novými slovy z domácích základů a hojnými přejímkami z jiných jazyků.
Domácí slovní zásoba zděděná z praslovanštiny zahrnuje především slova pro výrazy z oblastí, které souvisely s běžným životem Slovanů. Jsou to slova z okruhu příbuzenského a vůbec popisující společnost a společenské vztahy v předstátní době, slova popisující lidské tělo, živou i neživou přírodu, hospodaření a slova popisující většinu dějů souvisejících s těmito oblastmi. V některých případech zachovala slovanština ze dvou možných starobylých (indoevropských) výrazů pro jeden pojem jiný než ostatní indoevropské jazyky – např. pro slovo otec má jako základní pojem otьcь, což původně byla silnější citová varianta, oproti latinskému pater nebo německému Vater, které se ve slovanštině nezachovalo; jde původně o zdrobnělinu od nedoloženého otъ, které odpovídá latinskému a gótskému atta (tatíček, tatínek). Podobně u termínu muž není zachován indoevropský základ, jehož potomky jsou latinské vir, staroindické vīrah nebo litevské vyras, místo něho má slovanština slovo mǫžь, odvozené od jiného základu man- (shodně germánské jazyky).
Kromě toho obsahuje praslovanština i slova přejatá, jednak z předindoevropských jazyků původních obyvatel Evropy (většinou slova pro rostliny a živočichy), už v předstaroslověnském období pak přijímala i slova z jiných indoevropských jazyků.

### Náboženský jazyk
Staroslověnština byla převážně jazyk náboženský, proto specifika její slovní zásoby odrážejí především tuto oblast. Jazyk mytologických a básnických výtvorů, který se v ústní podobě u Slovanů vytvořil, nestačil k vyjádření pojmů, které s sebou přinášelo křesťanství, proto bylo nutno staroslověnštinu přizpůsobit doplněním slovní zásoby. To se dělo jednak přehodnocováním významu již existujících slov, jednak (a to mnohem častěji) tvorbou nových slov podle cizích vzorů nebo rovnou jejich přejímáním.
Nový, náboženský význam se dostal slovu grěchъ (česky hřích), které původně mělo obecný význam chyba, omyl, nedopatření, nebo slovu pьklъ, které původně znamenalo smůla (nový význam byl odvozen od užívání smůly v boji a při trestání). Nová slova z domácích zdrojů vznikla nejčastěji napodobením řečtiny (blagověstie – evangelium, zakonoučitelь – učitel zákona), též však samostatně (učenikъ – učedník). Mezi přejímkami rovněž převládají slova z řečtiny: adъ (podsvětí, z řec. adis, starořecky (h)ádés), trapeza (stůl, z řec. trapeza), architektonъ (stavitel, z řec. architektos) apod.
Některá slova byla přejata z latiny nebo románských jazyků (např. livra, olъtaŕь, olěi, mьša, križь), občas germánským prostřednictvím (např. postъ, mъnichъ). Latinské a románské přejímky se objevují především v textech moravského a českého původu, v mladších textech (zejména bulharské redakce) se nahrazují domácími slovy nebo výpůjčkami z řečtiny.

## Příklady

### Číslovky
| Staroslověnsky | Česky |
| ѥдинъ          | jeden |
| дъва           | dva   |
| три            | tři   |
| четꙑри         | čtyři |
| пѧть           | pět   |
| шесть          | šest  |
| седмь          | sedm  |
| осмь           | osm   |
| девѧть         | devět |
| десѧть         | deset |

## Vzorový text

### Otče náš
| klasická staroslověnština (cyrilometodějská) | Otьče našь, iže jesi na nebesьchъ, da svętitъ sę imę tvoje, da priidetъ cěsarьstvo tvoje, da bǫdetъ volja tvoja na zemli jako na nebesi; chlěbъ našь nasǫšьnyi daždь namъ vъ dьni semь i ostavi namъ dlъgy naši jako i my ostavljajemъ dlъžnьnikomъ našimъ; ne vъvedi nasъ vъ napastь nъ izbavi ny otъ lǫkavago.  |
| církevněslovansky (ruská redakce)            | О́ч҃е на́шъ, и́же єсѝ на нб҃сѣ́хъ, да свѧти́тсѧ и́мѧ Твоѐ, да прїи́детъ црствїе Твоѐ, да бу́детъ во́лѧ Твоѧ̀, ꙗ́кѡ на нб҃сѝ, и на землѝ. Хлѣ́бъ на́шъ насу́щный да́ждь на́мъ дне́сь: и ѡста́ви на́мъ до́лги на́шѧ, ꙗ́коже и мы̀ ѡставлѧ́емъ должникѡ́мъ на́шымъ: и не введѝ на́съ во искуше́нїе, но изба́ви на́съ ѿ лука́вагѡ.                      |
| přepis ruské redakce                         | O[t]če našă, îže esî na n[e]b[e]sěhă, da svętîtsę îmę Tvoe, da priîdetă c[a]rstvie Tvoe, da budetă volę Tvoę, jakô na n[e]b[e]sî î na zemlî. Hlěbă našă nasuštnyj dažd' namă dnes': î ôstavî namă dolgî našę, jakože î my ôstavlęemă dolžnîkômă našymă: î ne vvedî nasă vo îskušenie, no îzbavî nasă ôt lukavagô. |
| česky                                        | Otče náš, jenž jsi na nebesích, posvěť se jméno tvé, přijď království tvé, buď vůle tvá, jako v nebi, tak i na zemi. Chléb náš vezdejší dej nám dnes a odpusť nám naše viny, jakož i my odpouštíme našim viníkům, a neuveď nás v pokušení, ale zbav nás od zlého.                                                 |

### Všeobecná deklarace lidských práv
| staroslověnsky (hlaholice) | ⰲⱐⱄⰻ ⰱⱁ ⰾⱓⰴⰻⰵ ⱃⱁⰴⱔⱅⱏ ⱄⱔ ⱄⰲⱁⰱⱁⰴⱐⱀⰻ ⰻ ⱃⰰⰲⱐⱀⰻ ⰲⱏ ⰴⱁⱄⱅⱁⰻⱀⱐⱄⱅⰲⱑ ⰻ ⰸⰰⰽⱁⱀⱑ· ⱁⱀⰻ ⱄⱘⱅⱏ ⱁⰴⰰⱃⰵⱀⰻ ⱃⰰⰸⱆⰿⱁⰿⱐ ⰻ ⱄⱏⰲⱑⰴⰻⱙ ⰻ ⰴⱏⰾⰶⱐⱀⰻ ⱄⱘⱅⱏ ⰴⱑⰰⱅⰻ ⰲⱏ ⰴⱆⱄⱑ ⰱⱃⰰⱅⱐⱄⱅⰲⰰ·     |
| staroslověnsky (cyrilice)  | Вьси бо людиѥ родѧтъ сѧ свободьни и равьни въ достоиньствѣ и законѣ. Они сѫтъ одарѥни разоумомь и съвѣдиѭ и дължьни сѫтъ дѣ ıати въ доусѣ братьства. |
| česky                      | Všichni lidé se rodí svobodní a sobě rovní co do důstojnosti a práv. Jsou nadáni rozumem a svědomím a mají spolu jednat v duchu bratrství.           |

## Slovníky
- heslo Staroslověnský jazyk. Ottův slovník naučný XXIII, p. 1062